# Laia l'arquera
Laia l'arquera és una gran escultura monumental projectada per Josep Maria Rovira i Brull que es troba a la Porta Laietana de Mataró. A causa de la seva situació a l'entrada de Mataró se la considera una de les icones contemporànies de la ciutat. L'escultura va ser inaugurada l'1 de novembre de 1998 davant 8.000 persones i va costar 35 milions de pessetes.
Segons l'arquitecte la Laia representa "la unió de l'home i la terra. Terra i natura fèrtil maternal i terrible quan se sent agredida. Deessa mare capaç d'engendrar i generar vida i així garantir la pervivència de la tribu." L'arc fa referència a la deessa grega Artemisa, filla de Zeus i Leto i bessona d'Apol·lo, que era venerada per ser deessa de la caça, dels parts, de la virginitat i protectora de les nenes.
El qui era l'alcalde en aquell moment va decidir el contingut de l'escultura, on una dona prehistòrica apunta a Burriac, a l'indret on hi ha el poblat ibèric on els historiadors han situat l'origen de Mataró.